# 雲雀町1丁目の事情
雲雀町1丁目の事情（ひばりちょういっちょうめのじじょう）は、遊知やよみによる日本の漫画作品。『Cookie』（集英社）にて2000年8月号から2003年12月号まで連載されていた。単行本全8巻。文庫本全5巻。

## あらすじ
超高級住宅地、雲雀町。白雪ちなは、中でも特に高級さが際立つ1丁目に父親と2人暮らしをしているが、実は家は超貧乏で借金も抱えている。しかも、裕福な家庭の子女ばかりが通う雲雀学院に通うことになり、金持ちと貧乏のあまりのギャップに振り回される。
ある時、父親が突然手紙を残して失踪してしまい、一人取り残されたちなだが、借金取りの宇賀神の家で暮らすことになる。当初は宇賀神を怖れていたちなだったが、彼の本当の姿を知り、慕うようになっていく。
随所にちりばめられた謎と伏線、雲雀町の住人たちが抱えるそれぞれの事情とは……。

## 登場人物

### 主要人物
白雪 ちな（しらゆき ちな）
高校1年生。中学生の頃から雲雀学院に憧れを抱いており、ひょんなことから奨学金の存在を知り、父親を説得し、雲雀学院に通うことになった。学費のためにアルバイトをしている。成績は良く、常に10位以内である。
母親との想い出が詰まった、頂上の桜の木の下がお気に入りの場所。家は田の家の敷地内にある。田に仄かな恋心を抱いている。
中学生の頃から、謎の人物から金銭的援助を受けているが、ちなは最初にアルトリコーダーを買った以外、そのお金を使えずにいる。また、父親にもそのお金のことを言えないでいる。
宇賀神 和（うがじん いずみ）
ちなにとっては単なる「恐い借金取り」であったが、父親の失踪後共に暮らすようになる。ちなのことを心底心配している。
優美と共に、職種などが終盤まで明かされず、謎の多い人物である。
蝶野 優美（ちょうの ゆみ）
和とは幼なじみで、家族のようなもの。料理が壊滅的に下手。
名も知らぬ人
ちなが中学生の頃から、密かにお金を出資してくれている謎の人物。定期的にちなに金銭的援助をする。ちなとは洗濯機の中に手紙を置くことで意思の疎通を図っている。雲雀学院の授業料なども全て支払っている。

### 雲雀学院の生徒
不二田 円筆（ふじた えんぴつ）
ちなとは幼なじみ。ちなに次ぐ、庶民家庭出身の生徒。環とはいとこ同士。記憶力が良く、歴史の成績だけは良い。
橘高 田（きったか でん）
ちなの同級生。祖父の代から続く医者一家で、父親は橘高病院の2代目院長。自身も医者を目指しており、学業成績は学院一である。デンという犬を飼っている。小学生の頃、雲雀町に引っ越してくる。その頃はまだちなや円筆と仲が良かったが、現在はちなたちに限らず、親の年商が低い人には挨拶をしないなど、見下した態度を取る。
左近 環（さこん たまき）
小学生の頃、両親が離婚し、雲雀学院初等部へ通うようになる。義父とよい関係を築けずにいる。義父と樫間の父親が同じ会社の副社長同士で、縁戚関係もあり、頭が上がらないでいる。
樫間 梨沙（かしま りさ）
自動車メーカー・カシマのオーナー一族の令嬢。雲雀町一のお嬢様。ちなのことを気に入っている。根っからのお嬢様気質で、他人には無神経に思える言動を時々する。
螢原（ほとはら）
樫間と仲が良い女生徒。5丁目に住んでいる。父親は有名な作家であるが、煩わしいことを嫌い、公表していない。

### 家族
白雪 元旦（しらゆき がんたん）
ちなの父親。白雪モータースという小さな自動車整備工場を営む自動車整備士。夜は隣町でアルバイトをしている。無駄なことを嫌う。
不二田・奈緒とは同級生で、耕助・清菜らといつも一緒に遊んでいた。
白雪 清菜（しらゆき きよな）
ちなの母親。故人。元旦より8歳年下。
不二田（ふじた）
下の名前は不明。円筆の父親。雲雀町交番に勤めている。
不二田 奈緒（ふじた なお）
円筆の母親。
嶋田 耕助（しまだ こうすけ）
奈緒の弟で、環の実父。一時は恋愛ドラマで一斉風靡した人気脚本家。離婚後、親権を阿佐子に取られ、小学校から環を自宅へ連れて帰ったところ、誘拐未遂事件に発展してしまった。
大貫 阿佐子（おおぬき あさこ）
環の母親。女優。浮気をしている。
左近 隆太郎（さこん りゅうたろう）
環の義父。阿佐子の2番目の夫。カシマの副社長。
左近 隆一（さこん りゅういち）
阿佐子と隆太郎の子。環の義弟。小学生。環のことを慕っている。幼いながらも、家族の間に漂う険悪な雰囲気を感じ取っている。

### その他
大藪 正子（おおやぶ まさこ）
夫（故人）は紡績会社の元会長で、大臣も務めたことがあり、父親は衆議院議員だった。雲雀町で一番地価の高い頂上の土地の地主。子どもはいないが、夫のことを“パパ”と呼ぶ。ほわ～とした性格だが、商才はあり、現在も夫の会社の相談役を務めている。
公園で貧血で倒れていたところをちなに助けられ、以来ちなの大ファンになる。ちなが夕刊の配達などで自宅の前を通るのを毎日見ている。
千恵子さん
詳細不明の女性。ちなが受けている奨学金「千恵子基金」と関係がある。
繭子（まゆこ）
ちなのクラスの担任。宇賀神・優美とは同級生。
服部（はっとり）
雲雀町交番に勤める巡査。

## 雲雀町

### 概要
誰もが生涯に一度は住んでみたい、と憧れる高級住宅街。政府要人や各界の著名人・起業家が住み、中でも1丁目はその最たる人々が住む。
今でこそ、超高級住宅街とされているが、ちなや円筆の家のように、昔から雲雀町に住んでいる家も少なくなってはいるが、存在する。
世間から羨望の眼差しを向けられ、様々な噂が一人歩きし、間違った情報が多く流れている。
特にモデルとなった実在の街はなく、『人呼んでヒバリーヒルズ』というダジャレを使いたかっただけだと、1巻末で作者が語っている。

### 周囲の環境・住人
小高い山を切り拓かれて造られており、元々は別荘地として利用されていた。雲雀町全体は周囲を堅固な塀で取り囲まれている。過去に起こった誘拐未遂事件の教訓から政府によって築かれたという噂があるが、実際は雲雀町自治会によって築かれたもので、住人たちは高い維持費を支払っている。塀には高感度センサーが設けられており、無闇に近づき警報を鳴らしてしまうと多額の罰金を自治会によって徴収される。猫は100万円、人間ならば300万円とのこと。

### 雲雀学院
幼稚園から大学まである。
生徒達の毎朝の自動車登校は、さながら大名行列のようで、ちなたちにとっては最早名物と化している。
昨今のカード社会に乗り遅れないように、という考えから、学級費・教材費・学食など学内で買い物をする時は、予め買っておいたプリペイドカードを使う。そのカードは学内にある銀行の支店で購入する。最高額は300万円で、最低額は1万円だが、1万円のカードは生徒がカードを忘れた時の臨時用である。
学食は、和食・中華・フレンチ・イタリアンなど、毎日入れ替わりで有名店のシェフが作っており、価格は1万円。
体育の授業は乗馬とゴルフの2コース。乗馬コースの場合、学院が所有する馬を使用するか、自身で所有する馬を所有してもよい。どちらも芝の維持費や馬の飼育費・馬場の維持費などが教材費として加算され、平均で月に30万円ほど。
ちなの学費出資者によって、跳び箱や器械運動、陸上競技など“普通の”体育らしい新たなコースが開設される。選択しているのはもちろんちなと円筆だけである。
千恵子基金という民間の奨学金制度がある。
学級費2万円、学食1万円、体育の教材費、寄付金1口5万円を10口以上、イタリアへの修学旅行･･･などとにかくお金がかかる学校であるが、ほとんどの生徒が入学時に3年分一括して払ってしまうという。

## 書誌情報

### 単行本
- 遊知やよみ 『雲雀町1丁目の事情』 集英社 〈りぼんマスコットコミックス・Cookie〉 全8巻
  1. 2001年3月発行、ISBN 4-08-856270-4
  2. 2001年9月発行、ISBN 4-08-856316-6
  3. 2002年1月発行、ISBN 4-08-856346-8
  4. 2002年5月発行、ISBN 4-08-856378-6
  5. 2002年10月発行、ISBN 4-08-856414-6
  6. 2003年4月発行、ISBN 4-08-856457-X
  7. 2003年9月発行、ISBN 4-08-856495-2
  8. 2004年1月発行、ISBN 4-08-856519-3

### 文庫本
- 遊知やよみ 『雲雀町1丁目の事情』 〈集英社文庫コミック版〉 全5巻
  1. 2009年12月15日発売[1]、ISBN 978-4-08-619054-1
    - チワワとの生活

  2. 2009年12月15日発売[2]、ISBN 978-4-08-619055-8
    - チワワとの生活

  3. 2010年1月19日発売[3]、ISBN 978-4-08-619056-5
    - チワワとの生活

  4. 2010年2月18日発売[4]、ISBN 978-4-08-619057-2
    - チワワとの生活

  5. 2010年3月18日発売[5]、ISBN 978-4-08-619058-9
    - チワワとの生活